# Triantafyllos Maragos
Triantafyllos Maragos (gr. Τριαντάφυλλος Μαραγγός; ur. 1973) – grecki kulturysta.

## Osiągnięcia w zawodach
- 1998: Zawody Mr. Ιόνιο, kategoria ogólna – I m-ce[1]
- 2015: WABBA World, Mr. Universe Albania, kategoria Masters (+40 lat) – II m-ce[1]
- 2015: WABBA World, Mr. Universe Albania, kategoria Tall  – IV m-ce[1]
- 2016: Zawody WABBA World Hellas, kategoria Tall – II m-ce[1]
- 2016: Zawody Cyprus Grand Classic, federacja NABBA, kategoria ogólna – I m-ce[1]
- 2016: NABBA–WFF Mediterranean Championships Greece, kategoria X-Treme Body – I m-ce[1]
- 2016: NABBA–WFF Mediterranean Championships Greece, kategoria ogólna – I m-ce[1]
- 2018: Grand Prix Agathokleous, kategoria wagowa do 90 kg – I m-ce[1]
- 2018: Grand Prix Agathokleous, kategoria ogólna – I m-ce[1]
- 2019: Zawody Nafplio Classic, federacja IFBB, kategoria Masters (40–49 lat) – I m-ce[2]
- 2019: Zawody Nafplio Classic, federacja IFBB, kategoria Masters (ogólna) – I m-ce[2]
- 2019: Zawody Arnold Classic Europe, federacja IFBB, kategoria Masters (45–49 lat) – I m-ce[3]
- 2019: Zawody Arnold Classic Europe, federacja IFBB, kategoria Masters (ogólna) – VI m-ce[3]